# خسرو چهارم، پادشاه ارمنستان
خسرو چهارم ارمنستان (ارمنی: Խոսրով) شاهزاده‌ای از سلسله اشکانی ارمنستان بود که به مدت دو سال از ۳۸۷ تا ۳۸۹ میلادی فرمانروایی کرد.

## اصالت
اصالت دقیق وی نامشخص است. تاریخ نگاران ارمنی قرن پنج میلادی، پاوستوس بوزاند و موسی خورنی خسرو چهارم را شاهزاده‌ای از دودمان اشکانی ارمنستان اما بدون ذکر پدر و مادرش نام می‌برند. تاریخ‌نگار دیگر ارمنی غازار پاربتسی که در میان سده‌های پنجم و ششم زندگی می‌کرده و کتاب تاریخ ارمنستان را نگارش کرده، خسرو چهارم را شاهزاده‌ای از دودمان اشکانیان ارمنستان نام می‌برد که عموی آرتاشس چهارم می‌باشد. بر طبق تبارشناسی مدرن، خسرو چهارم یکی از پسران وارازدات می‌باشد.